# California Gurls
California Gurls è un singolo della cantautrice statunitense Katy Perry, pubblicato il 7 maggio 2010 come primo estratto dal terzo album in studio Teenage Dream.
Il singolo ha visto la collaborazione del rapper statunitense Snoop Dogg.
Il brano è stato scritto da Katy Perry, Bonnie McKee, Snoop Dogg, Max Martin e Dr. Luke e prodotto da Max Martin, Dr. Luke e Benny Blanco.
Katy Perry ha interpretato il brano con Snoop Dogg il 6 giugno 2010 durante la cerimonia degli MTV Movie Awards e da sola il 20 giugno 2010 ai Much Music Video Awards e il 7 settembre 2010 nella prima puntata di X Factor Italia. Il singolo ha dominato la Billboard Hot 100 per sei settimane consecutive, permettendo a Katy Perry di reimporsi in vetta alla classifica statunitense per la seconda volta, e a Snoop Dogg per la terza volta.
California Gurls ha venduto circa 9 milioni di copie, diventando il terzo singolo più venduto a livello mondiale del 2010, dopo Tik Tok di Kesha e Bad Romance di Lady Gaga. In Italia il brano è stato il dodicesimo singolo più venduto nello stesso anno, mentre negli Stati Uniti il quarto. Il 2 dicembre ha ricevuto una nomina ai Grammy Awards per la Miglior collaborazione pop vocale. Fino al 2016, il brano ha venduto 12.5 milioni di copie a livello mondiale.
Il brano è stato uno dei tormentoni estivi dell'estate 2010.

## Descrizione
La canzone è una risposta a Empire State of Mind di Jay-Z feat. Alicia Keys, come affermato dalla stessa Katy Perry durante un servizio fotografico nell'aprile 2010. Infatti mentre il brano di Jay-Z è dedicato alla città di New York, California Gurls è dedicato a Los Angeles e alla California. La cantante ha dichiarato inoltre che il brano è ispirato alla musica di Prince, alle sonorità degli anni novanta e alla musica house. È presente un'interpolazione presa da Gin and Juice di Snoop Dogg e Daz Dillinger. L'uscita del brano, inizialmente prevista per il 25 maggio 2010, è stata anticipata al 7 maggio, poiché la canzone era già stata immessa su Internet. Sulla copertina del singolo, Katy Perry è in una posa molto provocante, con un reggiseno adornato da diamanti.
La cantante ricorse a Wikipedia per ricercare il rapper con cui avrebbe duettato nel brano, aprendo la voce Artisti della West Coast prima di preferire Snoop Dogg. Gurls è forma colloquiale per "girls".

## Accoglienza
James Montgomery di MTV News ha definito la canzone un "grande, vivace, motivetto pop decisamente adatto ad un clima da spiaggia, ricco di sintetizzatori, brillanti sibili elettronici e di slegati e pulsanti squilli di chitarra", caratterizzato da un "potente ritornello". Il critico ha inoltre osservato che Snoop Dogg si presenta a metà del brano pronto a collaborare nella strofa dedicata alle ragazze di California "abbronzate, intonate, in forma e disponibili" che lui adora. Il quotidiano USA Today ha offerto una buona recensione del brano: «Il potenziale singolo California Gurls, con Snoop Dogg, è un effervescente brindisi al divertimento estivo».

## Video musicale
Il videoclip, diretto da Mathew Cullen, è stato ispirato dal lavoro del suo direttore artistico Will Cotton. Le riprese del video, come dichiarato la cantante sul suo account Twitter, sono cominciate il 14 maggio 2010 mentre è stato mostrato in anteprima il 15 giugno. Il fiabesco clip è ambientato in un mondo incantato, chiamato Candyfornia, ricolmo di ogni tipo di dolci e leccornie, e popolato da biscotti e caramelle parlanti. Una prima inquadratura mostra una scatola che, aperta, rivela la presenza di Snoop Dogg.
In un'intervista concessa su MTV, Katy Perry ha spiegato perché l'idea principale dietro il video aveva a che fare con le caramelle, piuttosto che incorporare un tema della spiaggia: "È sicuramente qualcosa da guardare quando si ha molta fame. È tutto commestibile. L'abbiamo chiamata Candyfornia invece di California, quindi è un mondo diverso," ha detto. "Non è proprio come, oh, andiamo alla spiaggia e una festa e poi girare un video musicale!, è più come, andiamo dove ci ha messo California Gurls in un altro mondo!"
Il 31 gennaio 2014 il video ottiene la certificazione VEVO avendo raggiunto cento milioni di visualizzazioni.

## Tracce
Download digitale
1. California Gurls (con Snoop Dogg)

CD singolo
1. California Gurls (con Snoop Dogg)
2. Hot n Cold (Yelle Remix)

Radio Remix Promo
1. California Gurls (con Snoop Dogg; Armand Van Helden Mix) – 5:48
2. California Gurls (con Snoop Dogg; Armand Van Helden Dub) – 4:55
3. California Gurls (con Snoop Dogg; Innerpartysystem Remix Main) – 4:27
4. California Gurls (con Snoop Dogg; Innerpartysystem Remix Radio) – 3:40
5. California Gurls (con Snoop Dogg; Manhattan Clique Extended Edit Main) – 4:44
6. California Gurls (con Snoop Dogg; Manhattan Clique Edit Main) – 3:42
7. California Gurls (con Snoop Dogg; MSTRKRFT Remix Main) – 3:59
8. California Gurls (con Snoop Dogg; MSTRKRFT Remix Radio) – 3:28
9. California Gurls (con Snoop Dogg; Passion Pit Remix Main) – 4:23
10. California Gurls (con Snoop Dogg; Passion Pit Remix Radio) – 3:11

## Successo commerciale

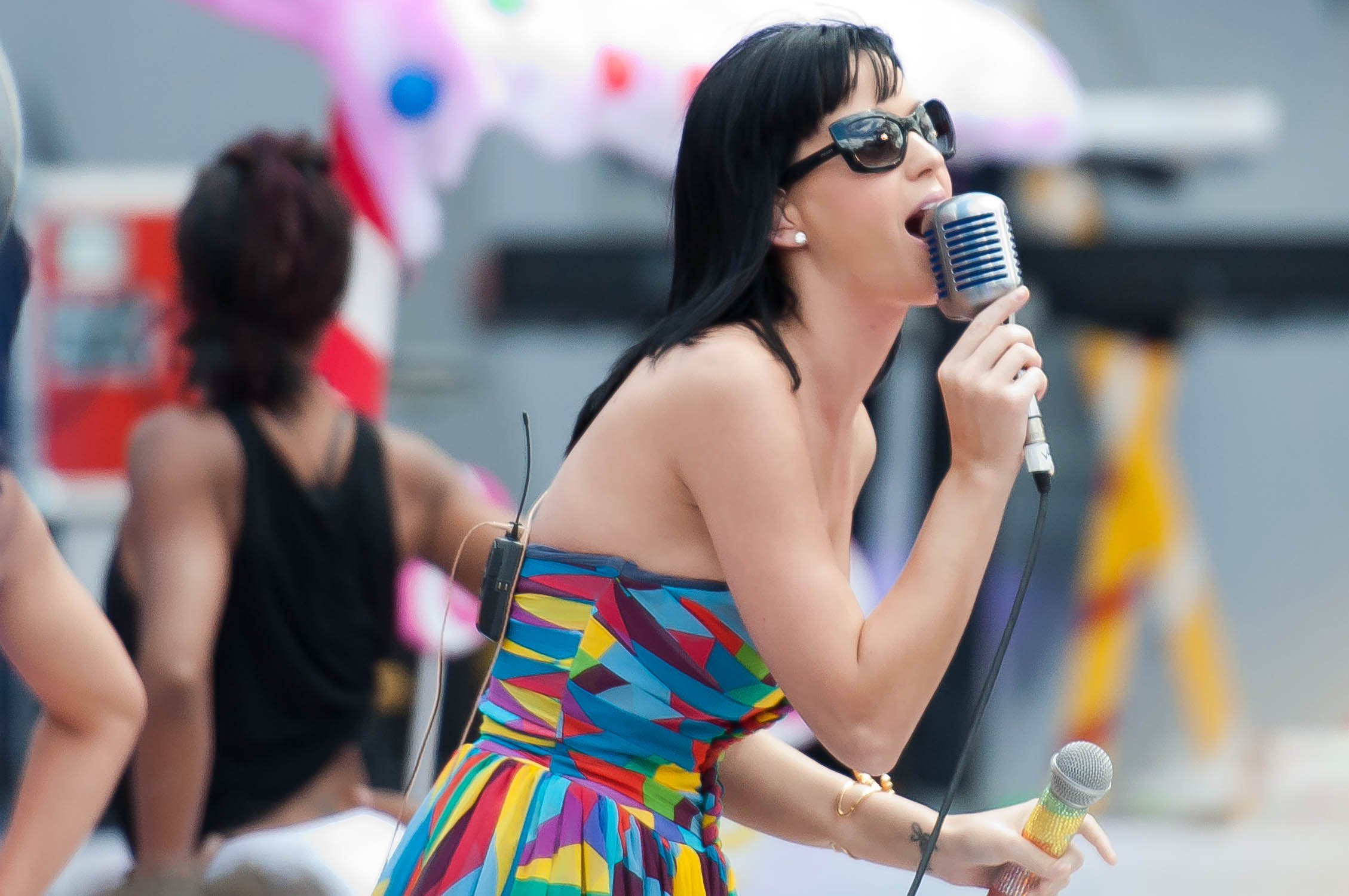
Katy Perry si esibisce con "California Gurls" ai MuchMusic Video Awards 2010

Il singolo ha fatto il suo debutto al numero 2 nella classifica americana e al numero 1 nella classifica dei singoli digitali, vendendo circa 294.000 copie in una sola settimana. Durante la sua quarta settimana in classifica, il singolo sale al numero 1 negli Stati Uniti, vendendo 318.000 copie. Nella sua quinta settimana California Gurls ha mantenuto la sua prima posizione negli Stati Uniti, aumentando le vendite digitali del 13% (359.000), mentre nella sesta settimana le vendite sono scese del 6% (337.000) ma la canzone è riuscita a rimanere al numero 1. Altre 302.000 copie sono state vendute nella settima settimana, nella quale il singolo è sceso alla posizione numero 2 delle canzoni digitali americane. Il singolo ha inoltre fatto il suo debutto al numero 1 nel Regno Unito con 123.607 copie vendute, divenendo il secondo per numero di vendite in una sola settimana nel 2010 dopo Everybody Hurts, e ha mantenuto la posizione per due settimane consecutive.
Il 21 giugno 2023 il brano ottiene il disco di diamante negli Stati Uniti per aver venduto più di dieci milioni di copie. Tale traguardo incorona la cantante come la prima artista donna ad avere quattro singoli con tale riconoscimento.

## Premi
| Anno | Evento                  | Premio                    | Risultato       |
| ---- | ----------------------- | ------------------------- | --------------- |
| 2010 | MTV Video Music Awards  | Miglior video femminile   | Candidato/a     |
| 2010 | MTV Video Music Awards  | Miglior video pop         | Candidato/a     |
| 2010 | MTV Europe Music Awards | Miglior canzone dell'anno | Candidato/a     |
| 2010 | MTV Europe Music Awards | Miglior video dell'anno   | Vincitore/trice |

## Classifiche
Il brano ha raggiunto la vetta delle classifiche di nove nazioni e alte posizioni in molti paesi.

### Classifiche settimanali
| Classifiche (2010)  | Posizione massima |
| ------------------- | ----------------- |
| Australia           | 1                 |
| Austria             | 3                 |
| Belgio (Fiandre)    | 6                 |
| Belgio (Vallonia)   | 3                 |
| Bulgaria            | 4                 |
| Canada              | 1                 |
| Danimarca           | 5                 |
| Estonia             | 1                 |
| Europa              | 1                 |
| Finlandia           | 2                 |
| Francia             | 5                 |
| Germania            | 3                 |
| Giappone            | 8                 |
| Irlanda             | 1                 |
| Italia              | 3                 |
| Lussemburgo         | 4                 |
| Norvegia            | 5                 |
| Nuova Zelanda       | 1                 |
| Paesi Bassi         | 2                 |
| Polonia             | 1                 |
| Regno Unito         | 1                 |
| Repubblica Ceca     | 6                 |
| Slovacchia          | 2                 |
| Spagna              | 17                |
| Stati Uniti         | 1                 |
| Stati Uniti (Pop)   | 1                 |
| Stati Uniti (Dance) | 2                 |
| Svezia              | 8                 |
| Svizzera            | 4                 |
| Ungheria            | 1                 |

### Classifiche annuali
| Classifica (2010) | Posizione |
| ----------------- | --------- |
| Australia         | 5         |
| Austria           | 16        |
| Belgio (Fiandre)  | 24        |
| Belgio (Vallonia) | 17        |
| Canada            | 1         |
| Europa            | 14        |
| Germania          | 20        |
| Italia            | 12        |
| Paesi Bassi       | 17        |
| Regno Unito       | 8         |
| Stati Uniti       | 4         |
| Svizzera          | 18        |
| Classifica (2011) | Posizione |
| Ungheria          | 92        |